# Marcelo Gallardo Altamirano
Marcelo Jesús Gallardo Altamirano (Ica, Perú; 6 de setiembre de 2000) es un futbolista peruano. Juega como lateral izquierdo y su equipo actual es Deportivo Llacuabamba de la Liga 2 de Perú.